# 海陽中等教育学校
海陽中等教育学校（かいようちゅうとうきょういくがっこう）は、愛知県蒲郡市海陽町に所在する私立男子中等教育学校。
略称は海陽中教。
後期課程（高等学校に相当）において生徒を募集しないが、4年次（高等学校1年に相当）から編入学する募集人員が入学定員の約25%を占有する為、実質的には併設混合型中高一貫校の形態を取っている。前期課程（中学校に相当）から入学した内部進学の生徒と後期課程から編入学した外部進学の生徒との間で、第5学年（高等学校2年に相当）から混合してクラスを編成する。

## 概要
トヨタ自動車、東海旅客鉄道、中部電力などが中心となり設立し、2006年（平成18年）4月に開校した。敷地は蒲郡市のラグーナテンボスに隣接している。
理事長は中部電力の相談役である水野明久（3代目。初代理事長はトヨタ自動車の豊田章一郎、2代目理事長は東海旅客鉄道の葛西敬之）。校長は東京大学名誉教授の伊豆山健夫から2009年（平成21年）4月に東京大学名誉教授の中島尚正へ引き継がれた。2021年（令和3年）4月に西村英明が校長に就任。
イギリスに所在するイートン校をモデルにしている。全寮制であり、寮のことをハウス、寮監のことをハウスマスターと呼ぶなど、共通している事項が多数存在する。
愛知県内に所在し、寮を有する私立学校ではあるものの、愛知県私学協会および全国私立寮制学校協議会には参加していない。

### 建学の精神
- 将来の日本を牽引する、明るく希望に満ちた人材の育成[7]

1. 高潔で明朗闊達な人材の育成
2. 基礎学力の徹底した習得
3. 健全な身体、強靭な意志の涵養
4. 学問の楽しさを知る教養豊かな人材の育成
5. 日本の伝統・文化に立脚し、国際社会で活躍できる人材の育成

### 全人教育
- 全寮制の強みを活かし、「社会で活躍するための能力」と「学力」を高めつつ、豊かな「教養」を身につけるとともに、生徒一人ひとりが自らの将来に向けた「志」を醸成することを目指す[8]。

## 沿革

### 年表
- 2006年 - 海陽中等教育学校開校。
- 2012年 - 1期生卒業。
- 2015年 - 新ハウス体制完成。1-5体制。これにより1年から5年までが同じ寮に在籍。
- 2018年 - 新ハウス体制施行。2-2-1-1体制。
- 2019年 - 新ハウス体制。1-2-2-1体制完成。

## 課外活動
科学の甲子園全国大会において、第5回大会から5年連続出場し、第5回（2015年（平成27年））および第8回大会（2018年（平成30年））で総合優勝。キャリア甲子園は2016年（平成28年）度と2018年（平成30年）度で優勝。
また、模擬国連同好会は模擬国連の全国大会である全国高校教育模擬国連大会において、2018年度及び2020年度で最優秀賞受賞。全日本高校模擬国連大会では2018年度で地域特別賞、2021年度で優秀賞を受賞し、ともに全米派遣団としてニューヨーク市で行われた世界高校生模擬国連大会へ派遣された。

### 部活動
- 野球部（硬式、軟式）
- フットボール部（高校、中学）
- サッカー部（高校、中学）
- テニス部
- 陸上部
- 柔道部
- 剣道部
- バドミントン部
- バスケットボール部
- 音楽部
- サイエンス部（物理系、化学系、生物系）
- 数学部
- 囲碁将棋部
- ロボット部[9]
- 放送部
- 舞台芸術部

### 同好会活動
- あかでみっく同好会
- VK（Volunteer in Kaiyo）
- 水泳同好会
- 鉄道同好会
- 模擬国連同好会
- 芸術同好会
- 地歴同好会

## 関連図書
- 鈴木隆祐著『海陽学園が変える日本の教育』（日本実業出版社、2013年（平成25年）8月24日発行）